# Chien jaune
Pour les articles homonymes, voir Chien jaune (homonymie).
En jargon militaire, un chien jaune est un marshaller, opérateur guidant les avions manœuvrant sur le pont d'un porte-avions. 
Son nom lui vient du gilet de couleur jaune qu'il porte pour être plus visible pendant les opérations. Le terme « chien jaune » viendrait du fait que les marins français, prenant compétences sur les porte-avions anglo-saxons, auraient comparé les ordres régulièrement donnés par ces personnels pour les manœuvres des aéronefs, aux aboiements d'un chien : Wave off!! = Dégagez !! (le pont).